# هنري إتش. شامبرز
هنري إتش. شامبرز هو سياسي أمريكي، ولد في 1 أكتوبر 1790 في كينبريدج في الولايات المتحدة، وتوفي بنفس المكان في 24 يناير 1826. نشط حزبياً في الحزب الجمهوري الديمقراطي. وقد انتخب عضو مجلس نواب ألاباما ‏ وانتخب عضو مجلس الشيوخ الأمريكي ‏ عن دائرة Alabama Class 3 senate seat ‏ خلال فترته النيابية ‏ (4 مارس 1825 – 24 يناير 1826).